# Xã Union, Quận Lee, Arkansas
Xã Union (tiếng Anh: Union Township) là một xã thuộc quận Lee, tiểu bang Arkansas, Hoa Kỳ. Năm 2010, dân số của xã này là 274 người.